# Kaspar Förster der Ältere
Kaspar Förster der Ältere (* um 1574; † 1652 in Danzig) war Kapellmeister und Komponist in Danzig.
Förster wirkte ab 1606 als Kantor und Bibliothekar am Gymnasium zu Danzig. 1627 bis 1652 war er  Kapellmeister der Marienkirche. Neben seinem Kirchenamt betrieb er eine Buchhandlung. Mit dem Organisten der Marienkirche, Paul Siefert, war er in eine langjährige Auseinandersetzung verwickelt. Vor seinem Tod trat er zur katholischen Konfession über. Sein Sohn und Amtsnachfolger war Kaspar Förster der Jüngere.